# Ärtbryum
Ärtbryum (Bryum ruderale) är en bladmossart som beskrevs av Crundwell och Elsa Cecilia Nyholm 1963. Ärtbryum ingår i släktet bryummossor, och familjen Bryaceae. Arten är reproducerande i Sverige. Inga underarter finns listade i Catalogue of Life.